# Дубрава-2
Дубрава-2 — деревня в Великолукском районе Псковской области России. Входит в состав Лычёвской волости.

## География
Расположена в центре района к юго-востоку от Великих Лук.

### Климат
Климат, как и во всём районе, умеренно континентальный, влажный, смягчённый сравнительной близостью Атлантического океана. Средняя температура июля +17,4 °C, января −7,6 °C, среднегодовая температура +4,8 °C. Средняя продолжительность безморозного периода — 141 день. Абсолютный максимум температур в городе Великие Луки +35 °C, абсолютный минимум −46 °C.  
Годовая сумма осадков — 554 мм, из них 70 % — в тёплый период. Относительная влажность воздуха велика в течение всего года (81 %), особенно в осенне-зимний период, когда её среднее значение составляет 85—88 %.

## Население
| 2001 | 2002 | 2010 |
| ---- | ---- | ---- |
| 170  | ↗220 | ↘202 |

Численность населения деревни по состоянию на начало 2001 года составила 170 жителей.

## Инфраструктура
Дачи.

## Транспорт
Деревня доступна автотранспортом. 
Остановка общественного транспорта «Дубрава-2». 